# Cantó de Châtenois
El cantó de Châtenois és un cantó francès del departament dels Vosges, situat al districte de Neufchâteau. Té 25 municipis i el cap n'és Châtenois.

## Municipis
- Aouze
- Aroffe
- Balléville
- Châtenois
- Courcelles-sous-Châtenois
- Darney-aux-Chênes
- Dolaincourt
- Dommartin-sur-Vraine
- Gironcourt-sur-Vraine
- Houécourt
- Longchamp-sous-Châtenois
- Maconcourt
- Morelmaison
- La Neuveville-sous-Châtenois
- Ollainville
- Pleuvezain
- Rainville
- Removille
- Rouvres-la-Chétive
- Saint-Paul
- Sandaucourt
- Soncourt
- Vicherey
- Viocourt
- Vouxey

## Història
| Data d'elecció                           | Identitat             | Partit                         | Qualitat |
| ---------------------------------------- | --------------------- | ------------------------------ | -------- |
| 1945-1961                                | M. Binot              | Radical, després divers droite |          |
| 1961-1993                                | Jean Virot            | RI, després RPR                |          |
| 1993-                                    | Jean-Pierre Florentin | RPR, després UMP               |          |
| les dades anteriors no són pas conegudes |                       |                                |          |
|                                          |                       |                                |          |

## Demografia
| A partir de 1990: Població sense dobles comptes |